# Hernán Crespo
Pour les articles homonymes, voir Crespo.
Hernán Jorge Crespo, né le 5 juillet 1975 à Florida en Argentine, est un footballeur international argentin évoluant au poste d'avant-centre entre 1993 et 2012. Après sa retraite sportive, il devient entraîneur.
Crespo a inscrit 152 buts en 337 matches de Serie A, 20 buts en 49 matches de Premier League et 4 buts en Coupe du monde.
Hernán Crespo est listé parmi les 125 meilleurs joueurs mondiaux encore vivants en 2004, dans un classement conjoint de Pelé et de la Fédération internationale de football association (FIFA).
Devenu entraîneur en 2014, Crespo obtient son premier trophée en remportant la Copa Sudamericana 2020 avec le Defensa y Justicia.

## Biographie

### Carrière en club

#### Débuts en Argentine
Grand fan de Marco van Basten, Hernán Crespo s'inspire également de joueurs tels que Romario, Enzo Francescoli et Gary Lineker pour forger son jeu. Il commence sa carrière à River Plate en 1993. Au terme de sa première saison, il a inscrit 13 buts en 25 matchs. La saison suivante, il remporte le championnat d'Argentine. En 1996, il remporte la Copa Libertadores avec ce club.

#### Parme
Ses prestations remarquées lors des Jeux Olympiques de 1996 où il termine co-meilleur buteur avec le Brésilien Bebeto, attirent les recruteurs européens et c'est en Italie à Parme qu'il commence sa carrière européenne. Avec des joueurs comme Fabio Cannavaro, Gianluigi Buffon et Lilian Thuram tous des jeunes prometteurs, Parme est promis à un bel avenir. Crespo marque 12 buts en 27 matchs lors la saison 96/97 et découvre la C1 l'année suivante. Son duo avec Enrico Chiesa arrivé au club la même année que lui, fait des ravages en Serie A mais aussi en Europe, avec comme point d'orgue la saison 98-99 qui voit Parme remporter la Coupe d'Italie et la Coupe UEFA où il marque un but. Continuant sa progression, il termine la saison avec 16 buts marqués en championnat. La saison suivante il en inscrit 21, mais le club ne parvient pas à confirmer les excellents résultats de la saison précédente malgré la victoire en Super coupe d'Italie.

#### Lazio de Rome
Le 11 juillet 2000, Hernán Crespo signe chez le champion en titre d'Italie, la Lazio Rome pour 110 milliards de lires italiennes (56,81 millions d'euros) et cinq années de contrat, un record à l'époque.
Avec le club romain champion d'Italie en titre, Il termine meilleur buteur du championnat avec 26 buts dès sa première saison avec le club romain, mais ne peut remporter le championnat. La Lazio Rome, tout en restant compétitive, ne confirme pas son titre acquis la saison précédente. Pendant la saison 2001-2002, sa deuxième au club, il connait différentes blessures qui gênent son rendement.

#### Inter Milan
Il signe pour l'Inter Milan à l'été 2002 pour pallier le départ du brésilien Ronaldo au Real Madrid. Il se fait notamment remarquer lors de la phase de groupe de la Ligue des champions en réalisant trois doublés, contre le Rosenborg BK le 17 septembre 2002 (2-2), face à l'Olympique lyonnais (3-3) le 22 octobre et contre l'Ajax Amsterdam le 12 novembre, où ses deux buts permettent à son équipe de s'imposer (1-2 score final). Il se blesse en janvier 2003.

#### Chelsea
Le Russe Roman Abramovitch arrive à Chelsea en 2003 et le club lance un recrutement XXL. Plus de 100 millions de livres sont investis en transferts dont Hernan Crespo. 
Crespo joue son premier match pour Chelsea le 30 août 2003, à l'occasion d'une rencontre de Premier League face à Blackburn Rovers. Il entre en jeu à la place d'Adrian Mutu et les deux équipes se neutralisent (2-2 score final).
Avec un but tous les deux matchs et une rude concurrence, ses débuts en Angleterre sont convaincants. Mais le club ne remporte aucun titre et se sépare de son entraineur Claudio Ranieri, pour le remplacer par José Mourinho. Ce dernier fait savoir à Crespo qu'il ne compte pas sur lui pour la saison à venir mais sur Didier Drogba. Désireux de jouer régulièrement, Crespo est prêté au Milan AC pendant un an sans option d'achat.

#### Milan AC
De retour en Italie, et un an après avoir quitté le rival intériste, il arrive au Milan AC pour épauler Andriy Chevtchenko à la pointe de l'attaque milanaise. Il se fait remarquer le 6 janvier 2005 en réalisant un triplé face à l'US Lecce, en championnat. Il permet ainsi à son équipe de s'imposer par cinq buts à deux. Avec 16 buts en 38 matchs, il réussit une bonne année avec les Rossoneri. Il ira jusqu'en finale de la Ligue des champions et y inscrira même un doublé, sans pour autant remporter le trophée. Il revient à Chelsea qui remporte le titre d'Angleterre. Mais l'arrivée d'Andriy Chevtchenko à Londres va précipiter son départ.

#### Retour à l'Inter
En 2006, Crespo est prêté à l'Inter Milan pour deux saisons avec option d'achat de quatre millions d'euros à chaque fin de saison. Avec 15 buts en 35 matchs, il réussit un bon retour et contribue au titre de 2007. Par la suite, il sera remplaçant la plupart du temps jouant un rôle de joker de luxe. Crespo restera à l'Inter de Milan jusqu'en 2009 où ensuite il se dirigera vers un autre club italien : Le Genoa.

#### Genoa et Parme
Durant l'été 2009, Crespo quitte l'Inter Milan et signe un contrat de deux ans au Genoa pour pallier le départ de Diego Milito. En manque de temps de jeu, il ne reste finalement que jusqu'au mercato hivernal, durant lequel il décide de faire son retour à (Parme) où il est l'auteur d'un bon début de saison.

#### Inde
En janvier 2012, il rejoint le club indien de Barasat pour une indemnité de 840 000 € pour jouer la Bengal Premier League Soccer. Six mois plus tard, il prend sa retraite de footballeur, la compétition étant annulée.

### Carrière en sélection argentine
Lorsqu'il débute en sélection en février 1995, les titulaires de l'attaque sont Gabriel Batistuta et Claudio Caniggia dans la continuité des dernières années. Mais l'arrivée au poste de sélectionneur de Daniel Passarella va lui permettre de bousculer la hiérarchie. En effet, ce dernier refuse de sélectionner les joueurs aux cheveux longs, ce qui concerne notamment les deux partenaires d'attaque et Fernando Redondo. Cela lui permet de faire ses premiers matchs internationaux lors des qualifications pour le Mondial 1998. 

#### Mondial 1998
Le retour de Batigol met Crespo au second plan car leurs caractéristiques sont trop proches pour qu'ils soient associés sur le terrain de manière régulière. C'est donc Batistuta et Claudio López qui seront les titulaires réguliers de la sélection lors du Mondial 1998 et lors des saisons suivantes. Lors de cette Coupe du monde, Crespo joue peu. Et lors du huitième de finale contre l'Angleterre, David Seaman arrête sa tentative lors de la séance de tirs au but. L'Argentine s'impose tout de même avant d'être éliminée par les Pays-Bas.

#### Mondial 2002
C'est à partir de 2001 que Crespo va s'imposer comme le titulaire régulier de l'équipe, marquant buts sur buts, éclipsant les performances d'un Batistuta sur la fin. Ultra favori du Mondial 2002, l'Argentine déçoit et est éliminée dès le premier tour de la compétition. Crespo marque un but contre la Suède lors du dernier match de poules.

#### Mondial 2006 et Copa America 2007
Désormais titulaire à part entière, il permet l'Argentine de se qualifier pour le mondial 2006 en Allemagne, avec cinq buts marqués pendant les éliminatoires. Malgré l'émergence de Lionel Messi, Sergio Agüero ou encore Carlos Tévez en sélection nationale, Hernán Crespo a su garder sa place dans la sélection Albiceleste, grâce à son expérience du haut niveau. Il réalise un excellent mondial 2006 dont il termine deuxième meilleur buteur. Mais malgré un jeu chatoyant et une domination de tous les instants, l'équipe est éliminée aux tirs au but contre l'Allemagne.
Dans la foulée du mondial, il est sélectionné pour disputer la Copa América 2007. Il est finaliste de l'épreuve (défaite 3-0 contre le Brésil) et se fait remarquer en inscrivant trois buts dans le tournoi : un doublé contre les États-Unis le 29 juin, lors du premier match, contribuant à la victoire de son équipe (4-1) et un but sur penalty le 3 juillet, lors de la victoire des Argentins contre la Colombie (4-2)
L'arrivée de Diego Maradona à la tête de la sélection argentine marquera la fin de sa carrière internationale car El Pibe de Oro favorisera Lionel Messi, Sergio Agüero, Carlos Tévez mais également Germán Denis et Ezequiel Lavezzi. Il est le quatrième meilleur buteur de l'Argentine avec 35 buts, derrière Lionel Messi (90), Gabriel Batistuta (54) et Sergio Aguero (41) mais devant Diego Maradona (34).

### Carrière d'entraîneur
Le 1er juillet 2015, Hernán Crespo est nommé entraîneur du Modena en Serie B. Le 26 mars 2016, alors que le club est relégable, il est démis de ses fonctions. 
Le 19 décembre 2018, à l'âge de 43 ans, Hernán Crespo est nommé entraîneur du Club Atlético Banfield : il succède à Julio César Falcioni, qui devient manager du club. Après seulement neuf mois responsable de l'équipe, il est limogé pour mauvais résultats.
Le 25 janvier 2020, Crespo devient l'entraîneur du Defensa y Justicia. Le 23 janvier 2021, il remporte la Copa Sudamericana après un succès 3-0 contre le CA Lanús. Le Defensa obtient ainsi son premier trophée en compétition continentale. Malgré ce succès, Crespo démissionne le 8 février suivant.
Le 12 février 2021, Crespo devient entraîneur du São Paulo FC, club brésilien de Série A, pour une durée de deux ans.
Le 12 octobre 2021, soit huit mois après son arrivée, il n'est plus l'entraîneur de São Paulo FC. Le club brésilien a officialisé son départ. 
Une décision prise « d'un commun accord » entre lui et le club.
Le 24 mars 2022, il est nommé entraîneur du club qatarien d'Al-Duhail, qui évolue en Qatar Stars League. Il en est renvoyé en octobre 2023 et rejoint le mois suivant Al-Aïn FC aux Émirats arabes unis. Début novembre 2024, il est limogé de son poste d'entraîneur.
Le 18 juin 2025, Hernán Crespo est nommé entraîneur principal du club brésilien du São Paulo FC. Il signe un contrat courant jusqu'en décembre 2026 et fait ainsi son retour dans un club qu'il a déjà coaché en 2021,.

## Style de jeu
Étudiant du jeu, Crespo est avant tout un renard des surfaces. N'ayant pas de caractéristiques physiques extraordinaires, il a su s'imposer parmi les meilleurs à son poste grâce à un gros travail préparatoire qui consistait à étudier le jeu de ses partenaires et de ses adversaires. Adroit des deux pieds, bon dans le jeu de tête, il était en outre toujours bien placé et faisait d'excellents appels dans le bon timing.

## Statistiques

### Carrière
Ce tableau présente les statistiques en carrière d'Hernán Crespo, :
| Saison                | Club                  | Championnat           | Championnat | Championnat | Championnat | Coupe nationale | Coupe nationale | Coupe nationale | Coupe de la Ligue | Coupe de la Ligue | Coupe de la Ligue | Supercoupe | Supercoupe | Supercoupe | Compétition(s) continentale(s) | Compétition(s) continentale(s) | Compétition(s) continentale(s) | Compétition(s) continentale(s) | Total | Total | Total |
| Saison                | Club                  | Division              | M.          | B.          | P.d.        | M.              | B.              | P.d.            | M.                | B.                | P.d.              | M.         | B.         | P.d.       | Comp.                          | M.                             | B.                             | P.d.                           | M.    | B.    | P.d.  |
| 1993-1994             | River Plate           | D1                    | 25          | 13          | -           | 3               | 0               | -               | -                 | -                 | -                 | -          | -          | -          | -                              | -                              | -                              | -                              | 28    | 13    | 0     |
| 1994-1995             | River Plate           | D1                    | 18          | 5           | -           | -               | -               | -               | -                 | -                 | -                 | -          | -          | -          | SS                             | 4                              | 2                              | -                              | 22    | 7     | 0     |
| 1995-1996             | River Plate           | D1                    | 19          | 6           | -           | -               | -               | -               | -                 | -                 | -                 | -          | -          | -          | CL                             | 13                             | 10                             | -                              | 32    | 16    | 0     |
| Sous-total            | Sous-total            | Sous-total            | 62          | 24          | -           | 3               | 0               | -               | -                 | -                 | -                 | -          | -          | -          | -                              | 17                             | 12                             | -                              | 82    | 36    | 0     |
| 1996-1997             | Parme FC              | Serie A               | 27          | 12          | -           | 1               | 0               | -               | -                 | -                 | -                 | -          | -          | -          | -                              | -                              | -                              | -                              | 28    | 12    | 0     |
| 1997-1998             | Parme FC              | Serie A               | 25          | 12          | -           | 2               | 0               | 1               | -                 | -                 | -                 | -          | -          | -          | C1                             | 8                              | 2                              | -                              | 35    | 14    | 1     |
| 1998-1999             | Parme FC              | Serie A               | 30          | 16          | 3           | 7               | 6               | -               | -                 | -                 | -                 | -          | -          | -          | C3                             | 8                              | 6                              | 2                              | 45    | 28    | 5     |
| 1999-2000             | Parme FC              | Serie A               | 34          | 22          | 6           | 3               | 1               | 1               | -                 | -                 | -                 | 1          | 1          | 1          | C1+C3                          | 2+3                            | 0+3                            | -                              | 43    | 27    | 8     |
| Sous-total            | Sous-total            | Sous-total            | 116         | 62          | 9           | 13              | 6               | 2               | -                 | -                 | -                 | 1          | 1          | 1          | -                              | 21                             | 11                             | 2                              | 151   | 80    | 14    |
| 2000-2001             | Lazio Rome            | Serie A               | 32          | 26          | 4           | 1               | 0               | -               | -                 | -                 | -                 | 1          | 0          | 1          | C1                             | 6                              | 2                              | 2                              | 40    | 28    | 7     |
| 2001-2002             | Lazio Rome            | Serie A               | 22          | 13          | 2           | 4               | 4               | 1               | -                 | -                 | -                 | -          | -          | -          | C1                             | 7                              | 4                              | 0                              | 33    | 21    | 3     |
| Sous-total            | Sous-total            | Sous-total            | 54          | 39          | 6           | 5               | 4               | -               | -                 | -                 | -                 | 1          | 0          | 1          | -                              | 13                             | 5                              | 2                              | 73    | 48    | 9     |
| 2002-2003             | Inter Milan           | Serie A               | 18          | 7           | 7           | -               | -               | -               | -                 | -                 | -                 | -          | -          | -          | C1                             | 12                             | 9                              | 1                              | 30    | 16    | 8     |
| 2003                  | Inter Milan           | Serie A               | -           | -           | -           | -               | -               | -               | -                 | -                 | -                 | -          | -          | -          | -                              | -                              | -                              | -                              | 0     | 0     | 0     |
| Sous-total            | Sous-total            | Sous-total            | 18          | 7           | 7           | -               | -               | -               | -                 | -                 | -                 | -          | -          | -          | -                              | 12                             | 9                              | 1                              | 30    | 16    | 8     |
| 2003-2004             | Chelsea FC            | Premier League        | 19          | 10          | 0           | -               | -               | -               | 2                 | 0                 | 0                 | -          | -          | -          | C1                             | 10                             | 2                              | 0                              | 31    | 12    | 0     |
| 2005-2006             | Chelsea FC            | Premier League        | 30          | 10          | 1           | 5               | 1               | -               | 1                 | 0                 | 0                 | 1          | 0          | -          | C1                             | 5                              | 2                              | 1                              | 42    | 13    | 2     |
| Sous-total            | Sous-total            | Sous-total            | 49          | 20          | 1           | 5               | 1               | -               | 3                 | 0                 | 0                 | 1          | 0          | -          | -                              | 15                             | 4                              | 1                              | 73    | 25    | 2     |
| 2004-2005             | AC Milan (prêt)       | Serie A               | 28          | 11          | 3           | 1               | 1               | -               | -                 | -                 | -                 | 1          | 0          | -          | C1                             | 10                             | 6                              | 0                              | 40    | 18    | 3     |
| Sous-total            | Sous-total            | Sous-total            | 28          | 11          | 3           | 1               | 1               | -               | -                 | -                 | -                 | 1          | 0          | -          | -                              | 10                             | 6                              | 0                              | 40    | 18    | 3     |
| 2006-2007             | Inter Milan           | Serie A               | 30          | 14          | 2           | 5               | 4               | -               | -                 | -                 | -                 | 1          | 1          | -          | C1                             | 6                              | 1                              | 0                              | 42    | 20    | 2     |
| 2007-2008             | Inter Milan           | Serie A               | 19          | 4           | 0           | 5               | 2               | -               | -                 | -                 | -                 | -          | -          | -          | C1                             | 5                              | 1                              | -                              | 29    | 7     | 0     |
| 2008-2009             | Inter Milan           | Serie A               | 14          | 2           | 1           | 3               | 0               | -               | -                 | -                 | -                 | -          | -          | -          | -                              | -                              | -                              | -                              | 17    | 2     | 1     |
| Sous-total            | Sous-total            | Sous-total            | 63          | 20          | 3           | 13              | 6               | -               | -                 | -                 | -                 | 1          | 1          | -          | -                              | 11                             | 2                              | 0                              | 88    | 29    | 3     |
| 2009-2010             | Genoa                 | Serie A               | 16          | 5           | 0           | 1               | 0               | -               | -                 | -                 | -                 | -          | -          | -          | C3                             | 4                              | 2                              | -                              | 21    | 7     | 0     |
| Sous-total            | Sous-total            | Sous-total            | 16          | 5           | 0           | 1               | 0               | -               | -                 | -                 | -                 | -          | -          | -          | -                              | 4                              | 2                              | -                              | 21    | 7     | 0     |
| 2010                  | Parme FC              | Serie A               | 13          | 1           | 3           | -               | -               | -               | -                 | -                 | -                 | -          | -          | -          | -                              | -                              | -                              | -                              | 13    | 1     | 3     |
| 2010-2011             | Parme FC              | Serie A               | 29          | 9           | 0           | 2               | 2               | 0               | -                 | -                 | -                 | -          | -          | -          | -                              | -                              | -                              | -                              | 31    | 11    | 0     |
| 2011-2012             | Parme FC              | Serie A               | 4           | 0           | 0           | 2               | 2               | 0               | -                 | -                 | -                 | -          | -          | -          | -                              | -                              | -                              | -                              | 6     | 2     | 0     |
| Sous-total            | Sous-total            | Sous-total            | 46          | 10          | 3           | 4               | 4               | 0               | -                 | -                 | -                 | -          | -          | -          | -                              | -                              | -                              | -                              | 50    | 14    | 3     |
| Total sur la carrière | Total sur la carrière | Total sur la carrière | 452         | 198         | 32          | 44              | 22              | 2               | 3                 | 0                 | -                 | 5          | 2          | 2          | -                              | 103                            | 51                             | 6                              | 607   | 273   | 42    |

### En sélection nationale
| Saison                | Sélection             | Phases finales                                    | Phases finales | Phases finales | Phases finales | Éliminatoires CDM | Éliminatoires CDM | Éliminatoires CDM | Matchs amicaux | Matchs amicaux | Matchs amicaux | Total | Total | Total |
| Saison                | Sélection             | Compétition                                       | M              | B              | Pd             | M                 | B                 | Pd                | M              | B              | Pd             | M     | B     | Pd    |
| --------------------- | --------------------- | ------------------------------------------------- | -------------- | -------------- | -------------- | ----------------- | ----------------- | ----------------- | -------------- | -------------- | -------------- | ----- | ----- | ----- |
| 1994-1995             | Argentine             | Coupe des confédérations 1995 + Copa América 1995 | 0+-            | 0+-            | 0+-            | -                 | -                 | -                 | 1              | 0              | 0              | 1     | 0     | 0     |
| 1995-1996             | Argentine             | -                                                 | -              | -              | -              | 1                 | 0                 | 0                 | -              | -              | -              | 1     | 0     | 0     |
| 1996-1997             | Argentine             | Copa América 1997                                 | -              | -              | -              | 4                 | 2                 | 0                 | 1              | 0              | 0              | 5     | 2     | 0     |
| 1997-1998             | Argentine             | Coupe du monde 1998                               | 1              | 0              | 0              | 5                 | 1                 | 0                 | 2              | 3              | 0              | 8     | 4     | 0     |
| 1998-1999             | Argentine             | Copa América 1999                                 | -              | -              | -              | -                 | -                 | -                 | 1              | 0              | 0              | 1     | 0     | 0     |
| 1999-2000             | Argentine             | -                                                 | -              | -              | -              | 5                 | 3                 | 2                 | 4              | 1              | 0              | 9     | 4     | 2     |
| 2000-2001             | Argentine             | -                                                 | -              | -              | -              | 5                 | 5                 | 2                 | 1              | 1              | 1              | 6     | 6     | 3     |
| 2001-2002             | Argentine             | Coupe du monde 2002                               | 3              | 1              | 0              | 2                 | 1                 | 0                 | -              | -              | -              | 5     | 2     | 0     |
| 2002-2003             | Argentine             | -                                                 | -              | -              | -              | -                 | -                 | -                 | 1              | 1              | 0              | 1     | 1     | 0     |
| 2003-2004             | Argentine             | Copa América 2004                                 | -              | -              | -              | 7                 | 4                 | 0                 | 2              | 0              | 0              | 9     | 4     | 0     |
| 2004-2005             | Argentine             | Coupe des confédérations 2005                     | -              | -              | -              | 2                 | 3                 | 0                 | 1              | 2              | 0              | 3     | 5     | 0     |
| 2005-2006             | Argentine             | Coupe du monde 2006                               | 4              | 3              | 1              | 2                 | 0                 | 0                 | 4              | 1              | 0              | 10    | 4     | 1     |
| 2006-2007             | Argentine             | Copa América 2007                                 | 2              | 3              | 0              | -                 | -                 | -                 | 3              | 0              | 0              | 5     | 3     | 0     |
| 2007-2008             | Argentine             | -                                                 | -              | -              | -              | 0                 | 0                 | 0                 | 0              | 0              | 0              | 0     | 0     | 0     |
| Total sur la carrière | Total sur la carrière | Total sur la carrière                             | 10             | 7              | 1              | 33                | 19                | 4                 | 21             | 9              | 1              | 64    | 35    | 6     |

### Buts en sélection
| Buts en sélection de Hernán Crespo | Buts en sélection de Hernán Crespo | Buts en sélection de Hernán Crespo | Buts en sélection de Hernán Crespo | Buts en sélection de Hernán Crespo | Buts en sélection de Hernán Crespo      |
| #                                  | Date                               | Lieu                               | Adversaire                         | Résultats                          | Compétitions                            |
| ---------------------------------- | ---------------------------------- | ---------------------------------- | ---------------------------------- | ---------------------------------- | --------------------------------------- |
| 1                                  | 30 avril 1997                      | Buenos Aires, Argentine            | Équateur                           | 2-1                                | Éliminatoires de la Coupe du monde 1998 |
| 2                                  | 8 juin 1997                        | Buenos Aires, Argentine            | Pérou                              | 2-0                                | Éliminatoires de la Coupe du monde 1998 |
| 3                                  | 20 juillet 1997                    | Buenos Aires, Argentine            | Venezuela                          | 2-1                                | Éliminatoires de la Coupe du monde 1998 |
| 4                                  | 24 février 1998                    | Mar del Plata, Argentine           | RF Yougoslavie                     | 3-1                                | Match amical                            |
| 5                                  | 24 février 1998                    | Mar del Plata, Argentine           | RF Yougoslavie                     | 3-1                                | Match amical                            |
| 6                                  | 24 février 1998                    | Mar del Plata, Argentine           | RF Yougoslavie                     | 3-1                                | Match amical                            |
| 7                                  | 4 septembre 1999                   | Buenos Aires, Argentine            | Brésil                             | 2-0                                | Match amical                            |
| 8                                  | 26 avril 2000                      | Maracaibo, Venezuela               | Venezuela                          | 4-0                                | Éliminatoires de la Coupe du monde 2002 |
| 9                                  | 29 juin 2000                       | Bogota, Colombie                   | Colombie                           | 3-1                                | Éliminatoires de la Coupe du monde 2002 |
| 10                                 | 19 juillet 2000                    | Buenos Aires, Argentine            | Équateur                           | 2-0                                | Éliminatoires de la Coupe du monde 2002 |
| 11                                 | 3 septembre 2000                   | Lima, Pérou                        | Pérou                              | 2-1                                | Éliminatoires de la Coupe du monde 2002 |
| 12                                 | 28 février 2001                    | Rome, Italie                       | Italie                             | 2-1                                | Match amical                            |
| 13                                 | 28 mars 2001                       | Buenos Aires, Argentine            | Venezuela                          | 5-0                                | Éliminatoires de la Coupe du monde 2002 |
| 14                                 | 28 avril 2001                      | La Paz, Bolivie                    | Bolivie                            | 3-3                                | Éliminatoires de la Coupe du monde 2002 |
| 15                                 | 28 avril 2001                      | La Paz, Bolivie                    | Bolivie                            | 3-3                                | Éliminatoires de la Coupe du monde 2002 |
| 16                                 | 3 juin 2001                        | Buenos Aires, Argentine            | Colombie                           | 3-0                                | Éliminatoires de la Coupe du monde 2002 |
| 17                                 | 15 août 2001                       | Quito, Équateur                    | Équateur                           | 2-0                                | Éliminatoires de la Coupe du monde 2002 |
| 18                                 | 12 juin 2002                       | Miyagi, Japon                      | Suède                              | 1-1                                | Coupe du monde 2002                     |
| 19                                 | 20 novembre 2002                   | Saitama, Japon                     | Japon                              | 2-0                                | Match amical                            |
| 20                                 | 9 septembre 2003                   | Caracas, Venezuela                 | Venezuela                          | 3-0                                | Éliminatoires de la Coupe du monde 2006 |
| 21                                 | 15 novembre 2003                   | Buenos Aires, Argentine            | Bolivie                            | 3-0                                | Éliminatoires de la Coupe du monde 2006 |
| 22                                 | 19 novembre 2003                   | Barranquilla, Colombie             | Colombie                           | 1-0                                | Éliminatoires de la Coupe du monde 2006 |
| 23                                 | 30 mars 2004                       | Buenos Aires, Argentine            | Équateur                           | 2-2                                | Éliminatoires de la Coupe du monde 2006 |
| 24                                 | 9 février 2005                     | Düsseldorf, Allemagne              | Allemagne                          | 2-2                                | Match amical                            |
| 25                                 | 9 février 2005                     | Düsseldorf, Allemagne              | Allemagne                          | 2-2                                | Match amical                            |
| 26                                 | 30 mars 2005                       | Buenos Aires, Argentine            | Colombie                           | 1-0                                | Éliminatoires de la Coupe du monde 2006 |
| 27                                 | 8 juin 2005                        | Buenos Aires, Argentine            | Brésil                             | 3-1                                | Éliminatoires de la Coupe du monde 2006 |
| 28                                 | 8 juin 2005                        | Buenos Aires, Argentine            | Brésil                             | 3-1                                | Éliminatoires de la Coupe du monde 2006 |
| 29                                 | 12 novembre 2005                   | Genève, Suisse                     | Angleterre                         | 2-3                                | Match amical                            |
| 30                                 | 10 juin 2006                       | Hambourg, Allemagne                | Côte d'Ivoire                      | 2-1                                | Coupe du monde 2006                     |
| 31                                 | 16 juin 2006                       | Gelsenkirchen, Allemagne           | Serbie-et-Monténégro               | 6-0                                | Coupe du monde 2006                     |
| 32                                 | 24 juin 2006                       | Leipzig, Allemagne                 | Mexique                            | 2-1 a.p.                           | Coupe du monde 2006                     |
| 33                                 | 28 juin 2007                       | Maracaibo, Venezuela               | États-Unis                         | 4-1                                | Copa América 2007                       |
| 34                                 | 28 juin 2007                       | Maracaibo, Venezuela               | États-Unis                         | 4-1                                | Copa América 2007                       |
| 35                                 | 2 juillet 2007                     | Maracaibo, Venezuela               | Colombie                           | 4-2                                | Copa América 2007                       |

### Statistiques d'entraîneur
(Mise à jour au 3 septembre 2019)
| Saison      | Club        | Championnat      | Championnat | Championnat | Championnat | Championnat | Coupes nationales | Coupes nationales | Coupes nationales | Coupes nationales | Supercoupe | Supercoupe | Supercoupe | Supercoupe | Compétition continentale | Compétition continentale | Compétition continentale | Compétition continentale | Compétition continentale | Total  | Total | Total | Total | % Victoires |
| Saison      | Club        | Division         | Matchs      | V           | N           | D           | Matchs            | V                 | N                 | D                 | Matchs     | V          | N          | D          | Type                     | Matchs                   | V                        | N                        | D                        | Matchs | V     | N     | D     | % Victoires |
| ----------- | ----------- | ---------------- | ----------- | ----------- | ----------- | ----------- | ----------------- | ----------------- | ----------------- | ----------------- | ---------- | ---------- | ---------- | ---------- | ------------------------ | ------------------------ | ------------------------ | ------------------------ | ------------------------ | ------ | ----- | ----- | ----- | ----------- |
| 2015 - 2016 | Modena      | Serie B          | 33          | 10          | 5           | 18          | 2                 | 1                 | 0                 | 1                 | -          | -          | -          | -          | -                        | -                        | -                        | -                        | -                        | 35     | 11    | 5     | 19    | 31,43 %     |
| 2019 - 2020 | CA Banfield | Primera División | 15          | 2           | 6           | 7           | 2                 | 1                 | 0                 | 1                 | -          | -          | -          | -          | -                        | -                        | -                        | -                        | -                        | 15     | 2     | 6     | 7     | 13,33 %     |

## Palmarès joueur

### En club
- Vainqueur de la Copa Libertadores en 1996 avec River Plate
- Vainqueur de la Coupe de l'UEFA en 1999 avec Parme AC
- Champion d'Argentine en 1993 et en 1994 (tournoi de clôture) avec River Plate
- Champion d'Angleterre en 2006 avec le Chelsea FC
- Champion d'Italie en 2007, en 2008 et en 2009 avec l'Inter Milan
- Vainqueur de la Coupe d'Italie en 1999 avec Parme AC
- Vainqueur de la Supercoupe d'Italie en 1999 avec Parme AC, en 2000 avec la Lazio, en 2004 avec le Milan AC et en 2006 avec l'Inter Milan
- Vainqueur du Community Shield en 2005 avec le Chelsea FC
- Finaliste de la Ligue des champions en 2005 avec le Milan AC

### En équipe nationale
- 64 sélections et 35 buts entre 1995 et 2007
- Médaille d'argent aux Jeux olympiques en 1996
- Participation à la Coupe du monde en 1998 (1/4 de finaliste), en 2002 (premier tour) et en 2006 (1/4 de finaliste)
- Participation à la Copa América en 2007 (finaliste)
- Participation à la Coupe des confédérations en 1995 (finaliste)

### Récompenses individuelles
- Meilleur buteur de la Serie A en 2001 avec la Lazio Rome (26 buts)
- Meilleur buteur du championnat d'Argentine (clôture) en 1994 (11 buts)
- Meilleur buteur aux Jeux olympiques en 1996 (6 buts)
- Soulier d'argent de la Coupe du monde en 2006 (3 buts)
- Meilleur buteur de l'histoire de Parme FC (94 buts)
- Nommé dans l'équipe-type de la Coupe du monde en 2006
- Nommé dans l'équipe-type de l'année de l'association ESM en 2001
- Nommé au FIFA 100 en 2004
- Homme du match de la finale de la Coupe de l'UEFA en 1999

## Palmarès entraîneur

### En club
- Vainqueur de la Copa Sudamericana en 2020 avec Defensa y Justicia
- Ligue des champions Élite de l'AFC : 2024